# Neolobivia segawae
Neolobivia segawae là một loài thực vật có hoa trong họ Cactaceae. Loài này được Y. Ito mô tả khoa học đầu tiên năm 1957.